# Jean-Baptiste Tavernier
Jean-Baptiste Tavernier (Parigi, 1605 – Mosca, luglio 1689) è stato un viaggiatore e mercante francese, pioniere dei commerci tra la Francia e l'India.
Si stima che in sei viaggi nell'arco di 40 anni percorse oltre 200.000 km. I taccuini di viaggio e le bozze cartografiche che riportò in Europa si rivelarono di grande importanza per completare la conoscenza e la cartografia del sub-continente indiano e dei paesi dell'Asia orientale. È noto anche per aver portato in Europa diversi grandi diamanti, tra cui il "Blu di Francia" (che vendette al re Luigi XIV), dal quale è stato in seguito ottenuto il celebre diamante Hope.

## Biografia
Suo padre Gabriel, originario di Anversa, si trasferì a Parigi per intraprendere un'attività di cartografo e incisore. Le conversazioni dell'ambiente famigliare gli trasmisero un forte interesse per i viaggi e, all'età di 16 anni, aveva già visitato l'Inghilterra, i Paesi Bassi e la Germania. Dal 1624 al 1629 fu ospite nella casa del viceré d'Ungheria, e nel 1629 ebbe contatti con il duca Carlo I di Gonzaga-Nevers. Ciò gli permise di acquisire una buona conoscenza delle corti nobiliari, che gli sarà di grande aiuto nel trattare con i principi e i sovrani dei paesi che visitò in seguito. Nello stesso anno partecipò alla difesa di Mantova e l'anno seguente prese parte ad alcune battaglie in Germania al servizio del generale irlandese Walter Butler, che diventerà noto per aver orchestrato il complotto in cui venne assassinato Albrecht von Wallenstein.

### I viaggi in Asia
Nel 1630, grazie all'interessamento di François du Tremblay, uomo di fiducia del cardinale Richelieu, si imbarcò per il Levante al seguito di agenti del re di Francia. Raggiunse Costantinopoli all'inizio del 1631 e vi rimase nove mesi. Continuò il viaggio attraversando l'Armenia, raggiungendo la Persia. Dopo aver visitato Isfahan ritornò in Europa toccando Baghdad, Aleppo, Alessandretta, Malta e l'Italia. Arrivò a Parigi nel 1633. Non si sa con certezza cosa fece nei successivi cinque anni, ma un suo biografo francese ritiene che diventò per qualche tempo maggiordomo del duca Gastone d'Orléans.

In settembre del 1638 iniziò un secondo viaggio, che durò cinque anni. Ritornò in Persia attraversando la Siria, proseguì verso l'India. Visitò la città di Agra e poi raggiunse il sultanato di Golconda. Fu ospite della corte del Gran Mogol Shah Jahan e riuscì a visitare le famose miniere di diamanti nei dintorni della città. Alla vista di tanta ricchezza, decise che sarebbe diventato un mercante di gioielli, con l'idea di venderli ai regnanti e principi del Medio Oriente.
In seguito fece altri quattro viaggi in Asia. Nel terzo (1643-49) arrivò fino a Giava, ritornando in Europa attraverso il Capo di Buona Speranza. I suoi rapporti con gli olandesi furono però difficili, e al ritorno in Francia si trovò coinvolto in una causa legale per aver trasportato mercanzie senza l'autorizzazione delle autorità olandesi.
Fece altri due viaggi in Oriente (1657-1662 e 1664-1668). I dettagli di questi ultimi viaggi non sono ben noti, ma si presume che oltre all'India visitò anche la Cina e alcuni paesi del Sud-est asiatico.
Al ritorno in Francia, nel 1669 fu presentato al re Luigi XIV, che gli attribuì un titolo nobiliare. L'anno successivo acquistò la baronia di Aubonne, nei pressi di Ginevra. 

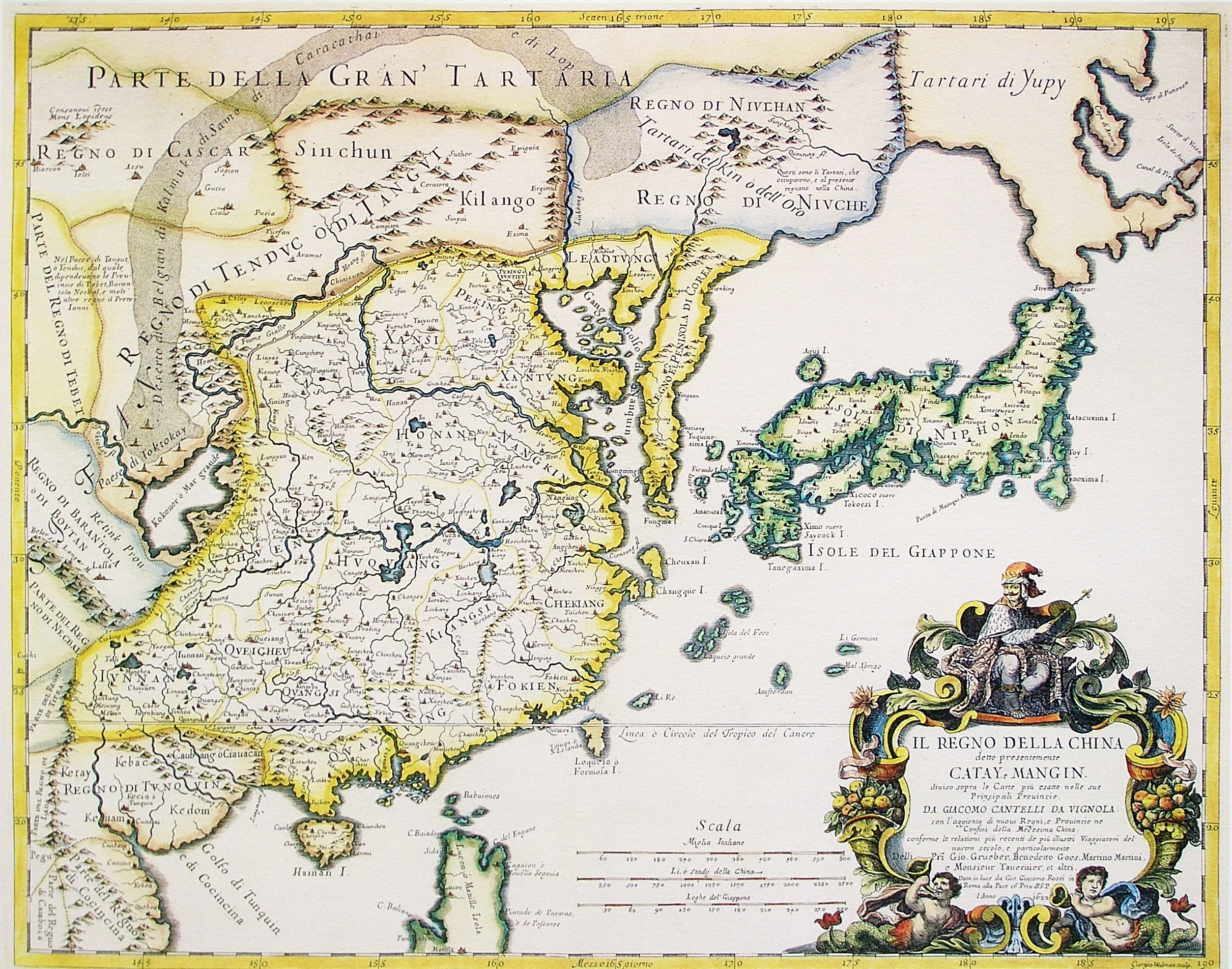
Una mappa italiana del 1682, in cui si cita Tavernier come una delle fonti.

### Gli ultimi anni
L'ultima parte della sua vita non è ben documentata. Tavernier era un protestante, e nel 1687, nonostante il divieto ai protestanti di lasciare il paese imposto da Luigi XIV, andò a Copenaghen tramite la Svizzera e la Germania. Grazie a un passaporto fornitogli dal re di Svezia entrò in Russia, forse con l'intento di proseguire verso l'India. Arrivò a Mosca in marzo del 1689. Tavernier era un uomo famoso e, stando al suo biografo Charles Joret, ebbe un colloquio con lo zar Pietro il Grande, nel quale lo mise al corrente della sua intenzione di andare in India tramite la Persia. Non fu però in grado di concludere il suo ultimo viaggio, perché morì in luglio dello stesso anno all'età di 84 anni.

## Opere
Jean-Baptiste Tavernier scrisse due resoconti dei suoi viaggi: 
- Nouvelle relation de l'intérieur du zérail du Grand Seigneur (Parigi, 1675), in cui descrive le due visite a Costantinopoli nel corso del suo primo e sesto viaggio
- Six voyages de J. B. Tavernier (Parigi, 1676). Quest'opera contiene anche una descrizione del Giappone, fatta tramite dati forniti da mercanti suoi amici, e una del Tonchino, basata su osservazioni fatte da suo fratello Daniel, che partecipò al suo secondo viaggio.